# Břehová
Břehová ulice na Starém Městě v Praze spojuje Pařížskou ulici a Dvořákovo nábřeží a je součást čtvrtě Josefov.

## Historie a názvy
Původně ve středověku ulice vedla od staronové synagogy k vltavskému břehu. Názvy ulice se měnily:
- jižní část původně měla název Schieselova, severní se nazývala "Břehová" nebo "Pobřežní"
- u Pařížské ulice bylo malé náměstí, které zaniklo a mělo názvy
  - od 15. do 19. století – "V hampejze"
  - později "Poštovské" nebo "Staré poštovské"
- od roku 1870 má celá ulice název "Břehová".

## Budovy, firmy a instituce
- Perfectia, podnikatelské a manažerské poradenství – Břehová 1
- konzulát Mauricijské republiky – Břehová [2]
- Fakulta jaderná a fyzikálně inženýrská ČVUT – Břehová 7[3]
- Baťův dům na Pražském Josefově (Rezidence Břehová) - Břehová 8
- budova právnické fakulty Univerzity Karlovy – Břehová 10[4]